# 冰川蓼
冰川蓼（学名：Polygonum glaciale）为蓼科蓼属下的一个种。

## 扩展阅读
- 維基物種上的相關：冰川蓼